# 格朗维尔 (奥布省)
格朗维尔（法語：Grandville，發音：[ɡʁɑ̃vil] ⓘ）是法国奥布省的一个市镇，属于特鲁瓦区。

## 地理
格朗维尔（48°35'42"N, 4°13'53"E）面积9.24 平方千米，位于法国大東部大區奥布省，该省份为法国中北部省份，北起马恩省，西接塞纳-马恩省，西南至约讷省，东南至科多尔省，东临上马恩省。
与格朗维尔接壤的市镇（或旧市镇、城区）包括：勒谢讷、多农、吕特尔。
格朗维尔的时区为UTC+01:00、UTC+02:00（夏令时）。

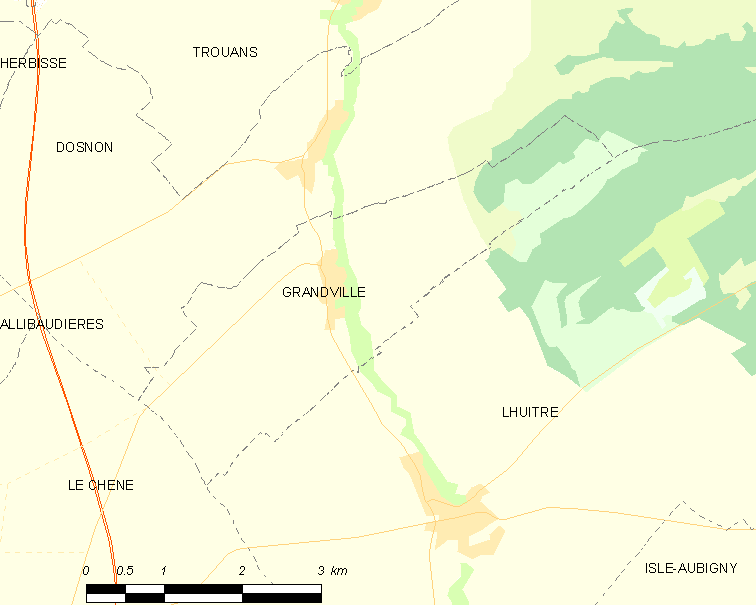
格朗维尔的OSM定位图

## 行政
格朗维尔的邮政编码为10700，INSEE市镇编码为10167。

## 政治
格朗维尔所属的省级选区为奥布河畔阿尔西县。

## 人口

1962-2008年间格朗维尔人口变化图示

格朗维尔于2022年1月1日时的人口数量为87人。